# Glane de Servières
Die Glane de Servières ist ein kleiner Fluss in Frankreich, der im Département Corrèze in der Region Nouvelle-Aquitaine verläuft. Sie entspringt im nordöstlichen Gemeindegebiet von Saint-Privat, entwässert zunächst Richtung Nordwest, wendet nach etwa fünf Kilometern auf Südwest, durchquert den Stausee Lac de Feyt und mündet nach insgesamt rund 15 Kilometern im Gemeindegebiet von Servières-le-Château im Rückstau der Talsperre Argentat als linker Nebenfluss in die Dordogne.

## Orte am Fluss
(Reihenfolge in Fließrichtung)
- Maison Rouge, Gemeinde Saint-Privat
- Le Pont Gros, Gemeinde Darazac
- La Grèze, Gemeinde Darazac
- La Font, Gemeinde Saint-Privat
- Servières-le-Château
- Glény, Gemeinde Servières-le-Château

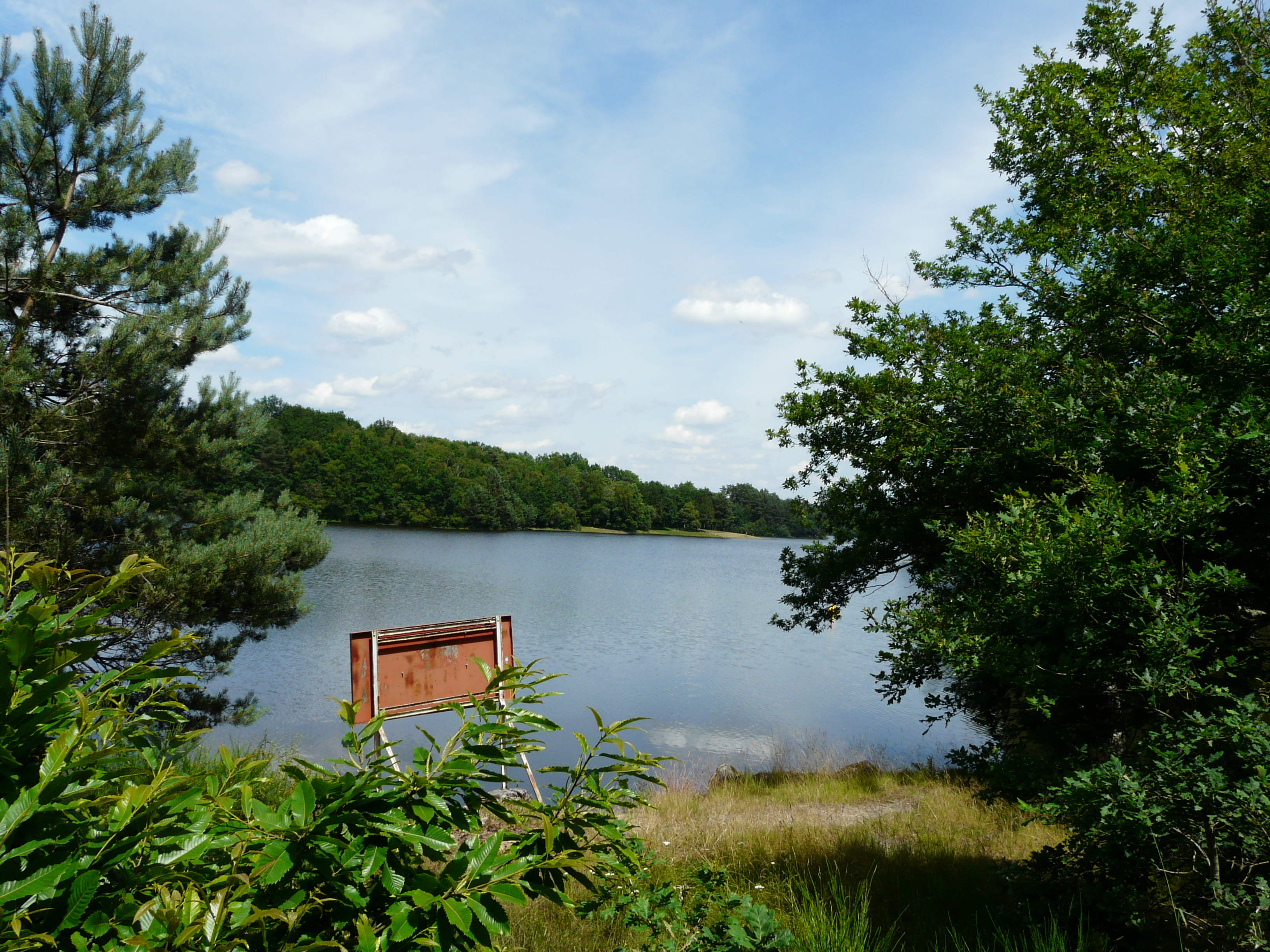
Der Fluss im Stausee Lac de Feyt

## Sehenswürdigkeiten
- Chapelle de Glény, Kapelle aus dem 12. Jahrhundert an der Flussmündung – Monument historique[4]